# Friedrich Siemens
Friedrich August Siemens (8 de diciembre de 1826 - 24 de mayo de 1904) fue un empresario alemán, miembro de la familia Siemens y hermano de Werner von Siemens. Junto con otro de sus hermanos, Carl Wilhelm Siemens, desarrolló en el Reino Unido el horno regenerativo, que sería la base de sus principales actividades industriales cuando regresó a Alemania, como la fabricación de vidrio y la construcción de hornos crematorios. 

## Semblanza

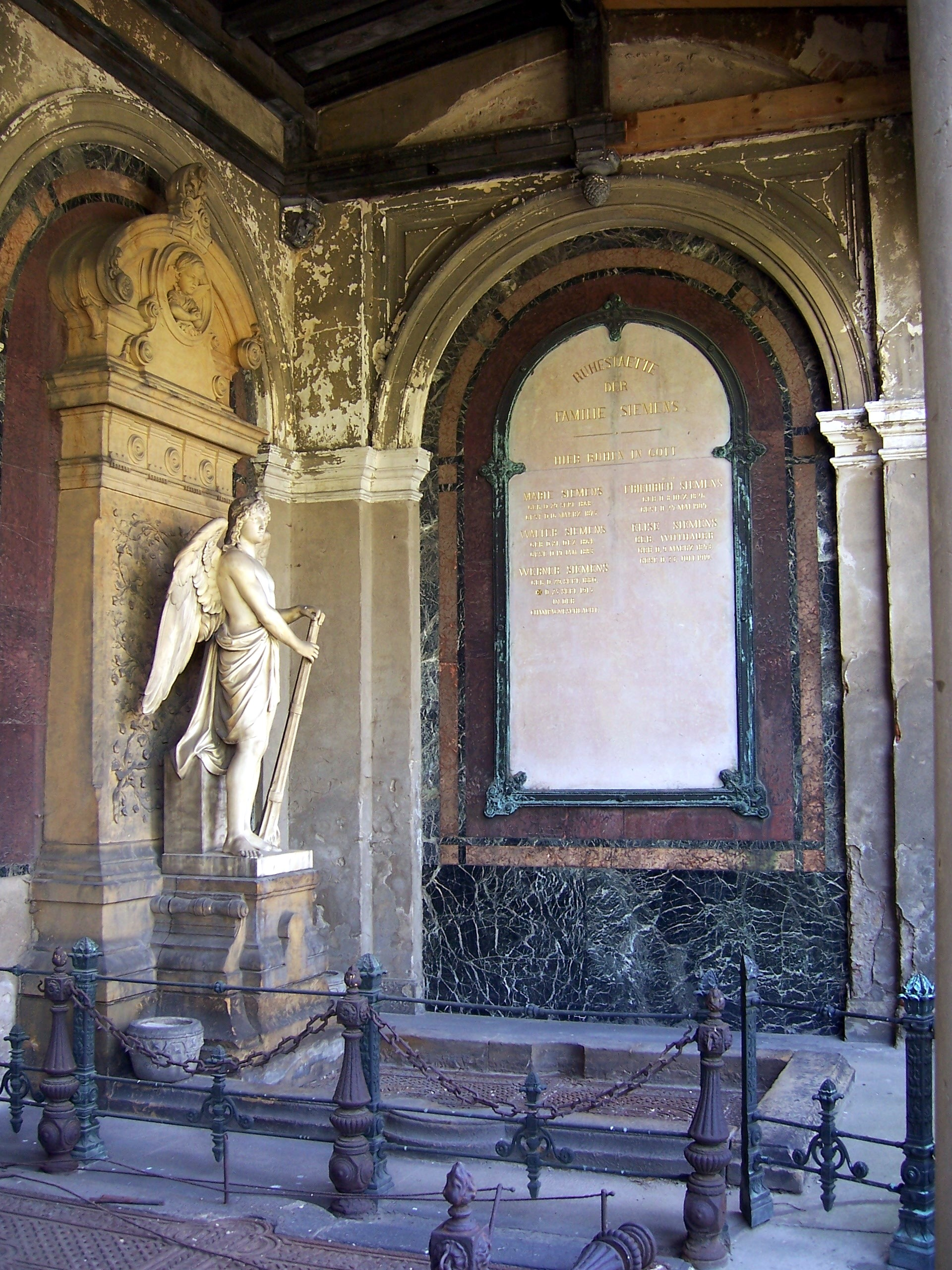
Sepultura de Friedrich Siemens

Friedrich Siemens fue el undécimo hijo de Christian Ferdinand Siemens (1787–1840) y de su esposa Eleonore Henriette Deichmann (1792–1839). Sus padres murieron a una edad temprana y Friedrich creció con un tío.
Se casó con Elise Witthauer. La pareja tuvo seis hijos: Walter (1864-1883), Lisbet (1866-1947), Marie (1868-1875), Friedrich Carl Siemens (1877-1952), Werner Ferdinand Siemens (1880-1915) y Wilhelm (Willi) Otto (1882-1945).
Siendo todavía joven, Siemens llegó a Inglaterra, donde trabajó para la empresa de su hermano Werner von Siemens. En 1856, Friedrich Siemens estableció su propia empresa Friedrich Siemens Industrieofenbau en Dresde.
Murió en Dresde en 1904. Su tumba, decorada por el escultor Johannes Schilling, se encuentra en el New Annenfriedhof en Dresde-Löbtau.

## Carrera

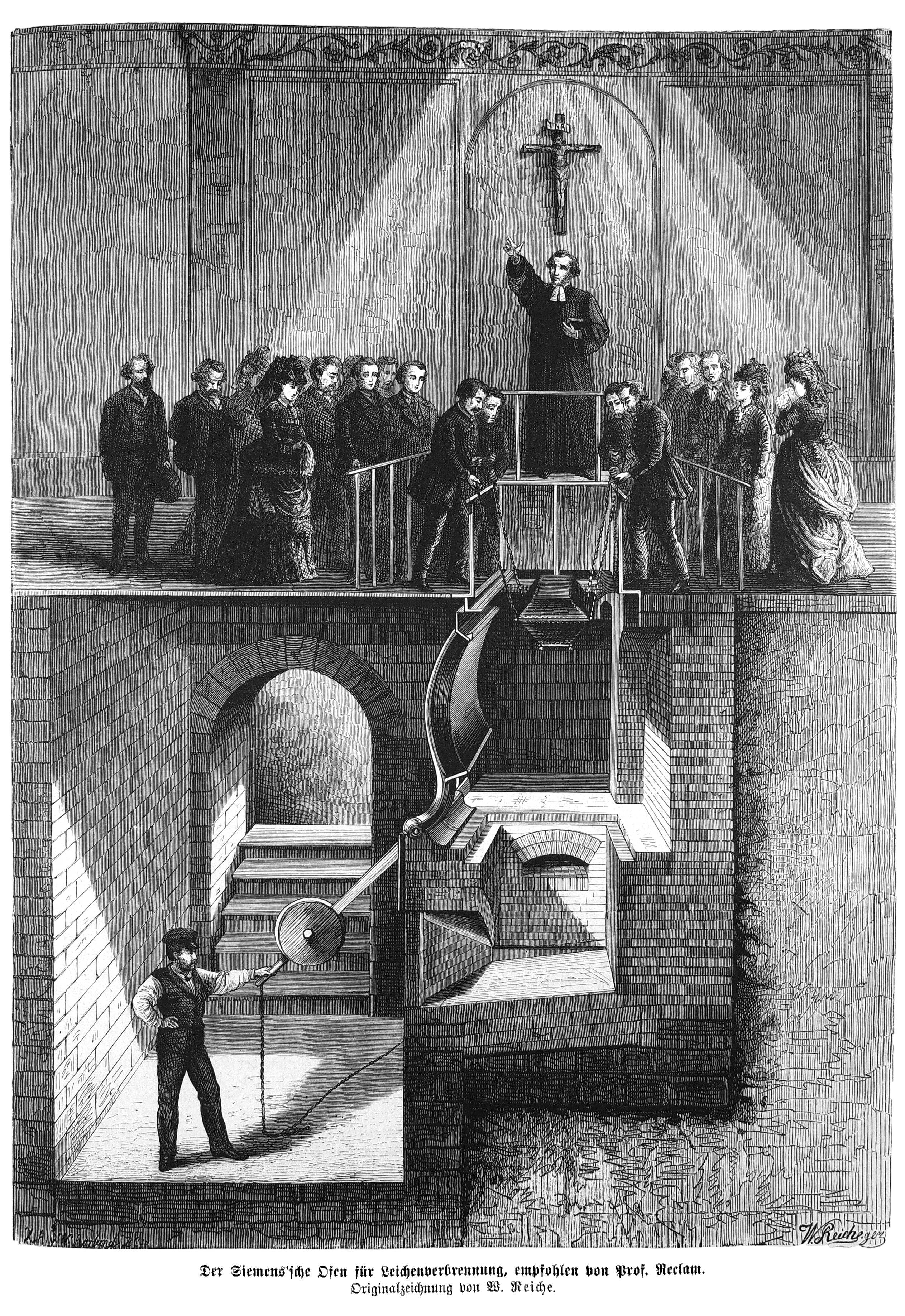
Horno Siemens para la cremación de cadáveres, representación contemporánea de 1874

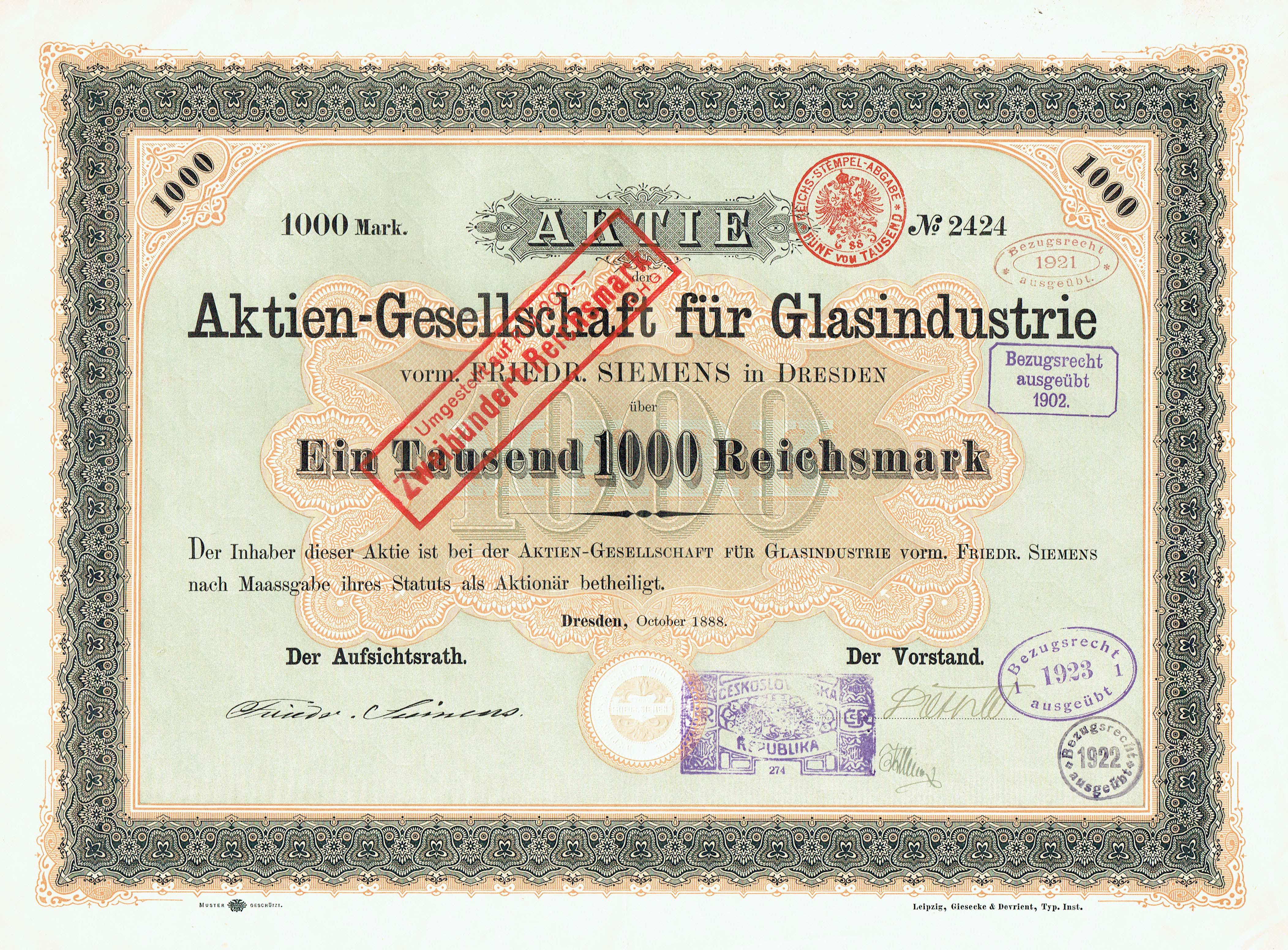
Acción de 1000 marcos de la Industria del Vidrio Friedr. Siemens (octubre de 1888)

Friedrich Siemens decidió alistarse como grumete los 15 años de edad. Más adelante trabajó en la empresa de su hermano en el Reino Unido, donde desarrolló con su hermano Carl Wilhelm el horno regenerativo a gas en 1856 (véase fabricación del acero). Por su invención recibió la patente británica no. 2861 titulada "Disposición Mejorada de Hornos, cuyas mejoras son aplicables en todos los casos en que se requiera gran calor".
En 1856 fundó una empresa de construcción de hornos en Dresde, que más tarde se convertiría en la Friedrich Siemens Industrieofenbau (FSI). En 1862 su hermano Hans fundó la fábrica de vidrio de Dresde para comercializar este invento.
En 1867 se hizo cargo de la fábrica de vidrio de Dresde-Löbtau de manos de su difunto hermano Hans. En 1868, se introdujo el horno de depósito de operación continua con combustión regenerativa para la producción en masa de vidrio. El volumen de producción aumentó 66 veces, hasta alcanzar los dos millones de botellas por mes.
En 1871 compró una segunda fábrica de vidrio cerca de Dresde. La fábrica real "Friedrichshütte", fundada por Adolf Theodor Roscher en 1822 se convirtió en una sociedad por acciones después de su muerte en 1861 y cambió de manos varias veces hasta que Friedrich Siemens se hizo cargo de la planta. En 1879 se fundó una nueva sucursal en Neusattl cerca de Elbogen (Bohemia).
En 1874, el médico Friedrich Küchenmeister de Dresde encargó a Siemens la construcción de un crematorio. El 9 de octubre de 1874 tuvo lugar en Dresde la primera cremación del mundo en un horno cerrado, desarrollado por Friedrich Siemens Industrieofenbau de Dresde.
En 1888 convirtió su negocio en una sociedad anónima, pasando a ser la Sociedad Anónima Industrial del Vidrio, anteriormente Friedrich Siemens. En 1894 arrendó la comercialización del agua mineral de Selters en Niederselters, así como el pozo para la obtención de sal mineral de Fachingen, que sus herederos explotaron hasta 1995. En 1958 fundaron la empresa Siemens & Co., que aún hoy produce la marca de sal Emser.
En 1900 recibió un doctorado honoris causa por la Universidad Politécnica de Dresde. El breve elogio decía: "Por sus méritos inmortales, que ha adquirido a través de las invenciones del horno regenerativo para producir altas temperaturas, el horno de depósito para fundir vidrio, el quemador regenerativo para producir llamas brillantes y la regeneración química del calor de los gases de llama de hornos muy calientes.”